# Nemapogon kasyi
Nemapogon kasyi är en fjärilsart som beskrevs av Reinhardt Gaedike 1986. Nemapogon kasyi ingår i släktet Nemapogon och familjen äkta malar.
Artens utbredningsområde är Syrien. Inga underarter finns listade i Catalogue of Life.